# Volta Grande
Pour les articles homonymes, voir Volta.
Volta Grande est une municipalité brésilienne de l'État du Minas Gerais et la microrégion de Cataguases.